# Getmac

getmac est une commande MS-DOS qui permet à un administrateur de récupérer l'adresse MAC d'une carte réseau connectée à l'ordinateur.

## Paramètres
La commande getmac accepte plusieurs paramètres, tels que /?, qui affiche l'aide de la commande.